# Fans en vivo
Fans en vivo es un programa de televisión argentino dirigido al público juvenil. El programa consistía en la realización de entrevistas y juegos con invitados en vivo. Se emitió entre 2013 y 2021 por el canal de television por Internet FWTV.
Tuvo como conductores a Coco Maggio, Micaela Vázquez y Dalma Maradona durante la primera temporada. Durante la segunda continuaron Coco Maggio, Micaela Vázquez y Jenny Martínez, quien remplazó a Dalma Maradona. En la tercera temporada continuaron Micaela Vázquez, Jenny Martínez y se sumó Agustín Sierra, quien remplazó a Coco Maggio. A partir de mitad de ese año Candelaria Molfese remplazó a Jenny Martínez. La cuarta temporada continuó con Agustín Sierra, Micaela Vázquez y Candelaria Molfese. La quinta temporada fue conducida por Lizardo Ponce y Candelaria Molfese, que luego fue reemplazada por Manuela Viale. La sexta temporada continuó con Lizardo Ponce y Manuela Viale, y se denominó MTV Fans en vivo tras emitirse en la cadena MTV. Desde 2020 Lizardo Ponce y Manuela Viale siguen al frente del programa pero esta vez a través de Instagram Live con el nuevo título de Fans en Redes.

## Formato
Un espacio donde se tratan algunos de los temas que a los jóvenes más les interesan. Cuenta con mucha interacción entre el público y las redes sociales. El programa contiene juegos, distintas secciones y la presencia de estrellas invitadas que además de tener una charla íntima y relajada en el living participan en distintos juegos.

## Personal

### Conductores
- Coco Maggio (2013-2014)
- Micaela Vázquez (2013-2018)
- Dalma Maradona (2013-2014)
- Jenny Martínez (2015-2016)
- Agustín Sierra (2016-2018)
- Candelaria Molfese (2016-2018)
- Lizardo Ponce (2018-2021)
- Manuela Viale (2018-2021)

### Otros
- Renato Quattordio - Panelista / Notero (2015-2016)
- Carolina Domenech - panelista/notera (2015-2016)
- Facundo Gambandé - Panelista (2016)
- Rocío Sereinne - Personal (2018-2019)

## FWTV Fans Awards
A partir del 2014, el programa Fans en Vivo comenzó a premiar a lo mejor de la generación Millennial que además de premiar música, televisión y la moda también premia a lo mejor del mundo digital. 
2014
La primera edición de los galardones fue presentada por Dalma Maradona, Coco Maggio y Micaela Vázquez.
| Categoría            | Ganador/a (es)                 | Nominado/a (os/as)                                                                                               |
| -------------------- | ------------------------------ | --- |
| Rey de Redes         | Ian Lucas                      | Ver listaNominados - Lucas Castel - Valentín "Vedito" Acevedo - Braa Tambornini                                  |
| Mejor Burrada        | Micaela Vázquez                | Ver listaNominados - Coco Maggio - Gregorio Gastaldi                                                             |
| Mejor Anécdota       | Ruggero Pasquarelli            | Ver listaNominados - Federico Amador - J Mena                                                                    |
| El Caño del Año      | Peter Lanzani                  | Ver listaNominados - Nicolás Francella - Nicolás Riera - Gastón Soffritti - Victorio D'Alessandro                |
| Mejor Selfie del Año | Nicolás Domini                 | Ver listaNominados - Lola Morán - Mirta Wons - Ezequiel Rodríguez - Darian "Rulo" Schijman                       |
| La Bomba del Año     | Rocío Igarzábal                | Ver listaNominadas - Mercedes Lambre - Eva De Dominici - María Eugenia "China" Suárez - Candela Vetrano          |
| Mejor Turista        | Alba Rico                      | Ver listaNominados - Macarena Miguel - Daniel Laureta - Schuster                                                 |
| Mejor Chape          | Florencia Vigna y Sergio Celli | Ver listaNominados - Micaela Viciconte y Julián Stravitz - Oriana Sabatini y Julián Serrano                      |
| Amor Corespondido    | Lali y Benjamín Amadeo         | Ver listaNominados - Oriana Sabatini y Julián Serrano - Tini y Peter Lanzani                                     |
| Honestidad Brutal    | Peter Lanzani                  | Ver listaNominados - Candelaria Molfese - Micaela Viciconte - María Eugenia Suárez - Jenny Martínez              |
| Mejor Fandom         | Lali                           | Ver listaNominados - Justin Bieber - Tini - Miley Cyrus                                                          |
| Voz Dorada           | Lodovica Comello               | Ver listaNominados - Maxi Espíndola - Agustín Bernasconi - Florencia Benítez - Jorge Blanco                      |
| Artista del Año      | Lali                           | Ver listaNominados - Oriana Sabatini - Ángela Torres - Valen Etchegoyen - Julián Serrano - Tini - Nicolás Domini |

2015
Durante la premiación hubo presentaciones musicales como el dúo argentino MYA (Maxi Espíndola y Agustín Bernasconi), quienes interpretaron el tema «Cuando nos volvamos a encontrar» de Carlos Vives y Marc Anthony; y la banda Baila Testa quienes interpretaron «El perdón» de Nicky Jam. Los galardones fueron presentados por Coco Maggio, Micaela Vázquez y Jenny Martínez.
| Categoría                       | Ganador/a (es)               | Nominado/a (os/as)                                                                                                |               |
| ------------------------------- | ---------------------------- | --- | ------------- |
| Mejor Jugador                   | Camila Mateos                | Ver listaNominados - Mariel Percossi - Xabiani Ponce De León - Abril Sánchez                                      |               |
| Crack de Redes                  | Lucas Castel                 | Ver listaNominados - Ann Look - Ian Lucas - Valen Etchegoyen                                                      |               |
| Mejor Turista                   | Agustín Casanova             | Ver listaNominados - Sonus - Abraham Mateo - Samuel Nascimento                                                    |               |
| Cantate Otra                    | MYA                          | Ver listaNominados - Olivia Viggiano - Ángela Torres - Franco Masini                                              |               |
| Bombón                          | Gonzalo Gravano              | Ver listaNominados - Ruggero Pasquarelli - Sergio Celli - Franco Masini                                           |               |
| Pareja Aww (Más Tierna)         | Facundo Gambandé y Alba Rico | Ver listaNominados - Oriana Sabatini y Julián Serrano - Florencia Vigna y Nicolás Occhiato - Tini y Peter Lanzani |               |
| Distinción al Éxito Total       | Violetta                     | Sin Nominados |               |
| La Perlita                      | Carolina Domenech            | Ver listaNominados - Renato Quattordio - Micaela Vázquez - Jorge "Coco" Maggio - Jenny Martínez                   |               |
| Diosa                           | Micaela Viciconte            | Ver listaNominadas - Florencia Vigna - Candelaria Molfese - Oriana Sabatini                                       |               |
| Actitud del Año (Guaraná)       | Nacho Nayar y Ramiro Nayar   | Ver listaNominados - Micaela Viciconte - Facundo Gambandé - Ángela Torres                                         |               |
| Mejor Fandom                    | Julián Serrano               | Ver listaNominados - Auryn - Lodovica Comello - Lali - Tini                                                       |               |
| Distinción a la Ficción del Año | Esperanza mía                | Sin Nominados | Sin Nominados |
| Artista del Año                 | Lali                         | Ver listaNominados - Fernando Dente - Tini - Julián Serrano                                                       |               |

2017
Los galardones fueron entregados el 14 de diciembre y fueron presentados por Micaela Vázquez, Agustín Sierra y Candelaria Molfese.
| Categoría               | Ganador/a (es)                           | Nominado/a (os/as) |
| ----------------------- | ---------------------------------------- | --- |
| Listo lo dije           | Ramiro Nayar                             | Ver listaNominados - Micaela Viciconte - Jorge López - Ángela Torres                                                                 |
| Revelación              | Ana Jara Martínez                        | Ver listaNominados - Malena Ratner - Lucas Lezin - Malena Narvay                                                                     |
| Puro Talento            | Stéfano De Gregorio                      | Ver listaNominados - Sofía Morandi - Julieta Nair Calvo - Facundo Gambandé                                                           |
| Mejor Jugador           | Paula Amoedo                             | Ver listaNominados - Florencia Moyano - Lio Ferro - Carolina Kopelioff                                                               |
| Crack de Redes          | Mica Suárez                              | Ver listaNominados - Daiana Hernández - Juanpa Zurita - Alejo Igoa                                                                   |
| Pareja Aww (Más Tierna) | Ruggero Pasquarelli y Candelaria Molfese | Ver listaNominados - Stephanie Demner y Grego Rossello - Florencia Vigna y Nicolás Occhiato - Paio Rodríguez y Bianca Di Pasquarelli |
| Bombón                  | Julián Serrano                           | Ver listaNominados - Ruggero Pasquarelli - Michael Ronda - Gonzalo Gravano                                                           |
| Diosa                   | Micaela Viciconte                        | Ver listaNominadas - Oriana Sabatini - Valentina Zenere - Florencia Vigna                                                            |
| Mejor Fandom            | Micaela Viciconte                        | Ver listaNominados - Florencia Vigna - Mica Suárez - Valentina Zenere                                                                |
| Artista del Año         | Lali                                     | Ver listaNominados - Tini - Karol Sevilla - CNCO                                                                                     |

2018
Los galardones fueron entregados el 13 de diciembre y fueron presentados por Lizardo Ponce y Manuela Viale.
| Categoría        | Ganador/a (es)                                     | Nominado/a (os/as) |
| ---------------- | -------------------------------------------------- | --- |
| Artista del Año  | Florencia Vigna                                    | Ver lista - Kevsho - Tini - Agustín Casanova |
| Mejor Fandom     | Micaelistas (de Micaela Viciconte)                 | Sin Nominados |
| Shippeo Favorito | "Blasnior" (Renato Quattordio & Gabriel Gallichio) | Ver lista - "Occhiavigna" (Florencia Vigna & Nicolas Occhiato) - "Damona" (Agustín Casanova & Ángela Torres) - "Jemma" (Maite Lanata & Malena Narvay) |
| Youtuber Trendy  | Pablo Agustín                                      | Ver lista - Fede Vigevani - La Divaza - Micaela Suárez                                                                                                |
| Mejor FeedIG     | Candelaria Molfese                                 | Ver lista - Ángela Torres - Natalie Pérez - Emilia Mernes (ex Rombai)                                                                                 |
| La Diosa         | Florencia Vigna                                    | Ver lista - Valentina Zenere - Laurita Fernández - Stefanía Roitman                                                                                   |
| El Bombón        | Ruggero Pasquarelli                                | Ver lista - Renato Quattordio - Gonzalo Gravano - Agustín Casanova                                                                                    |
| Puro Talento     | MYA                                                | Ver lista - Karol Sevilla - Candelaria Molfese - Oriana Sabatini                                                                                      |
| Listo Lo Dijo    | María Clara Alonso                                 | Ver lista - Gonzalo Gravano - Nacho Nayar - Ruggero Pasquarelli                                                                                       |
| Revelación       | Dae y Abru                                         | Ver lista - Lucas Spadafora - El Demente - Stefanía Roitman                                                                                           |
| Cara de terror   | Lucas Spadafora                                    | Ver lista - Oriana Sabatini - Franco Masini - Martín Cirio                                                                                            |